# 멋진 사나이들
"멋진 사나이들"은 1974년에 개봉한 대한민국의 영화이다.

## 캐스팅
- 한진희
- 백윤식
- 용일화
- 임정하
- 김창숙
- 정혜선
- 이낙훈
- 최남현
- 이대엽
- 전운
- 최성호
- 이해룡
- 최성
- 이예성
- 최무웅
- 박태원
- 이경희
- 김신재
- 김진희
- 윤경하
- 변양식
- 김기종
- 주일몽
- 최성관
- 추석양
- 최일
- 백송
- 김홍규
- 김희